# أحمد عبد اللطيف العبد الجليل
أحمد عبد اللطيف العبد الجليل ، (1924 - 2019) نائب سابق في مجلس الأمة الكويتي.

## سيرته البرلمانية
ترشح في انتخابات مجلس الأمة الكويتي التكميلية بعد الاستقالات في عام 1966 في الدائرة الخامسة وفاز فيها ، وشارك في انتخابات مجلس الأمة الكويتي 1967 وفاز بالانتخابات ، وشارك في انتخابات مجلس الأمة الكويتي 1971 في الدائرة الثامنة وحصل على الترتيب السابع برصيد 336 صوت وخسر الانتخابات ، وشارك في انتخابات مجلس الأمة الكويتي 1975 في الدائرة السادسة وحصل على المركز الثالث عشر برصيد 370 صوت وخسر الانتخابات.